# 旭川圭泉会病院
旭川圭泉会病院（あさひかわけいせんかいびょういん、英語: Asahikawa Keisenkai Hospital）は、北海道旭川市にある病院。

## 沿革
- 1957年（昭和32年）
  - 「直江病院」として開院
- 1961年（昭和36年）
  - 現在地に移転した[2]。
- 1988年（昭和63年）
  - 精神科デイ・ケアセンター『ひまわり』開設
- 1993年（平成5年）
  - 精神障害者社会復帰施設『圭泉ホーム』開設
- 2002年（平成14年）
  - 重度認知症患者デイ・ケアセンター『なごみ』　開設（25名）
  - 精神科デイ・ナイト・ケアセンター『ふくろう』　開設（50名）
- 2003年（平成15年）
  - 3月：介護予防認知症対応共同生活介護グループホーム『やすらぎ』『こもれび』開設
  - 4月：医療機能評価【精神病院種別Ａ】認定
  - 8月：精神障害者社会復帰施設生活訓練施設『なかま』　開設
- 2006年（平成18年）
  - 12月：株式会社北海道クオーレ設立
- 2015年（平成27年）
  - 5月：電子カルテ導入

## 診療科等
診療科
- 精神科
- 内科
- ペインクリニック内科

部門
- 看護部門
- 薬剤部
- 検査部
- 社会復帰・地域医療連携部
- リハビリテーション部
- 臨床心理部
- 栄養部
- 事務部門
- デイ・ケア部

## 施設認定
- 日本精神神経学会精神科専門医制度研修施設
- 日本老年精神医学会認定施設
- 日本認知症学会専門医教育施設
- 地域型認知症疾患医療センター
- 卒後臨床研修における協力型臨床研修病院・臨床研修協力施設

## アクセス
- 旭川電気軌道「東旭川1条5丁目」バス停下車
- 北海道旅客鉄道（JR北海道）石北本線
  - 東旭川駅から徒歩約7分
  - 旭川駅から車で約20分